# صد و بیست‌مثلث وجهی

صد و بیست‌مثلث وجهی‎

در هندسه، صد و بیست‌مثلث وجهی (به انگلیسی: Disdyakis triacontahedron) یک جسم کاتالان با ۱۲۰ وجه است. مزدوج آن بیست‌دوازده‌وجهی بریده‌شده‌است. به همین ترتیب وجه یکنواخت است اما دارای چند ضلعی‌های وجه نامنظم است. این کمی شبیه یک سی لوزوجهی است - اگر هر یک از چهره‌های سی لوزوجهی را با یک راس و چهار مثلث به صورت منظم جایگزین کنیم، در پایان با یک صد و بیست‌مثلث وجهی به پایان می‌رسد. همچنین با داشتن ۱۲۰ وجه مثلثی بیشترین تعداد وجه‌ها را در بین اجسام ارشمیدسی و کاتالان دارد، دوازده‌وجهی شل با ۹۲ وجه، در جایگاه دوم قرار دارد.